# Rivière Weller
Pour les articles homonymes, voir Weller.
La rivière Weller (ruisseau) est un affluent de la rive gauche de la rivière Blanche dont la confluence se retrouve à l'Est de la municipalité de Saint-Ubalde, dans la Municipalité régionale de comté de Portneuf (MRC), dans la région administrative de la Capitale-Nationale, au Québec, Canada.
La foresterie constitue la principale activité économique des rives du cours supérieur de la rivière, l'agriculture occupe surtout la partie inférieure.

## Géographie
La rivière Weller prend sa source au Lac Carillon (longueur : 3,3 km ; altitude : 219 m) lequel chevauche la limite des municipalités de Saint-Ubalde et de Notre-Dame-de-Montauban,.
À partir de sa source, le cours de la rivière Weller coule sur environ 7 km avec une dénivellation de 73 m selon les segments suivants :
- vers l'est jusqu'à un coude de rivière ;
- vers le sud en traversant une petite zone de marais, puis en traversant le Lac Sept Îles (longueur : 2 km ; altitude : 149 m) sur sa pleine longueur vers le sud-ouest, jusqu'à son embouchure ;
- vers le sud en recueillant la décharge venant de l'ouest de deux petits lacs non identifiés, puis en traversant le lac Weller sur jusqu'à son embouchure ;
- vers le sud-ouest d'abord en passant sous le pont du chemin Stridor, en formant quelques serpentins, jusqu'à la décharge venant de l'ouest d'un petit lac non identifié ;
- vers le sud-est en serpentant dans une plaine agricole jusqu'au pont du chemin du rang Saint-Joseph ;
- vers le sud-est en serpentant dans une plaine agricole jusqu'à son embouchure[3].

La rivière Weller se déverse sur la rive gauche de la rivière Blanche. Cette confluence se situe :
- au nord-ouest de la confluence de la rivière Noire et de la rivière Blanche ;
- au nord-ouest de la confluence de la rivière Noire et de la rivière Sainte-Anne au village de Saint-Casimir et à l'est du centre du village de Saint-Ubalde[3].

## Toponymie
Le terme « Weller » est un nom de famille d'origine allemande.
Le toponyme Rivière Weller a été inscrit à la Banque des noms de lieux de la Commission de toponymie du Québec le 5 mai 1981.

## Photos
Anciennement Ruisseau Weller

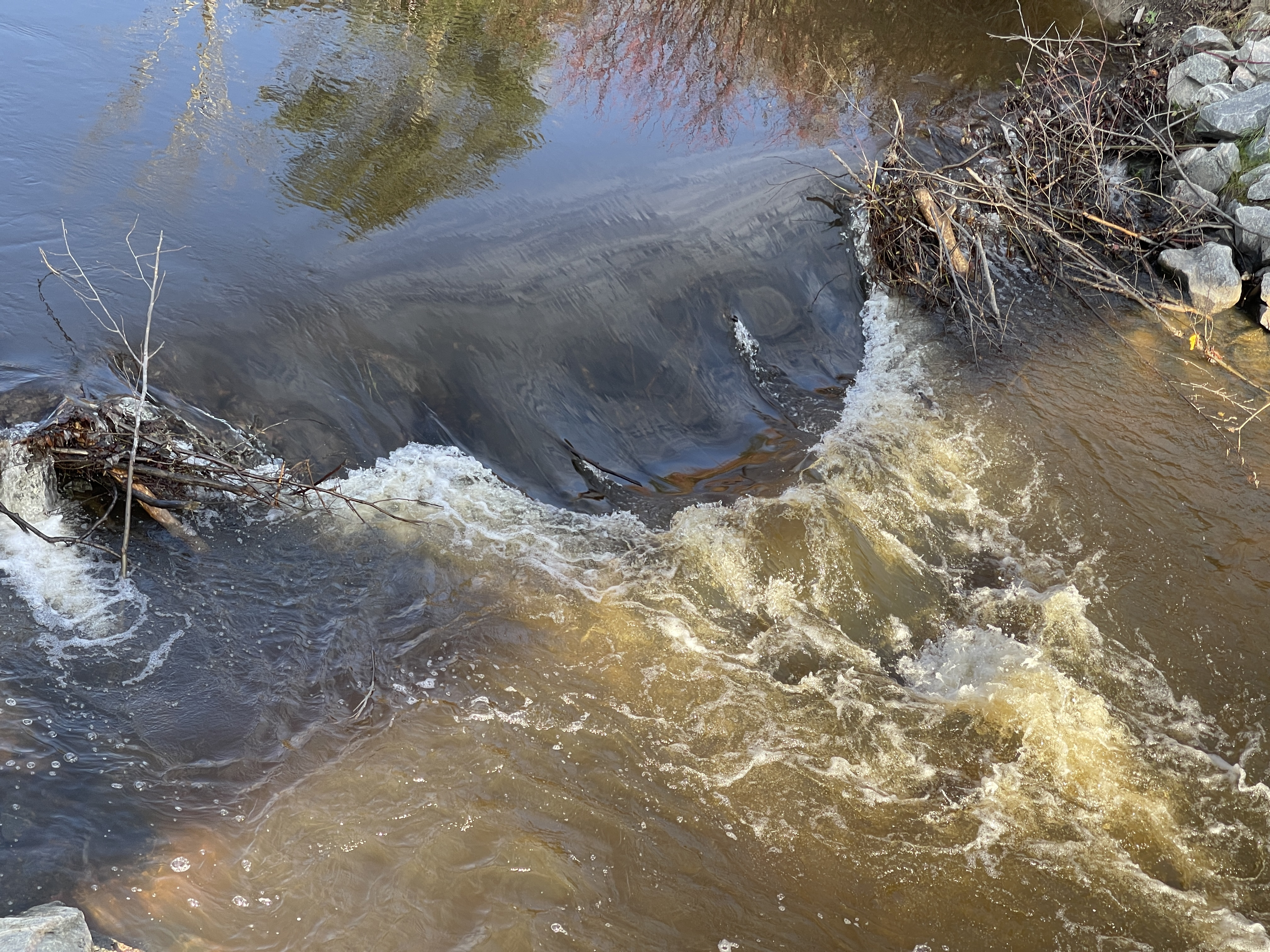
Du pont acier et bois P-19613[6], rang Saint-Joseph
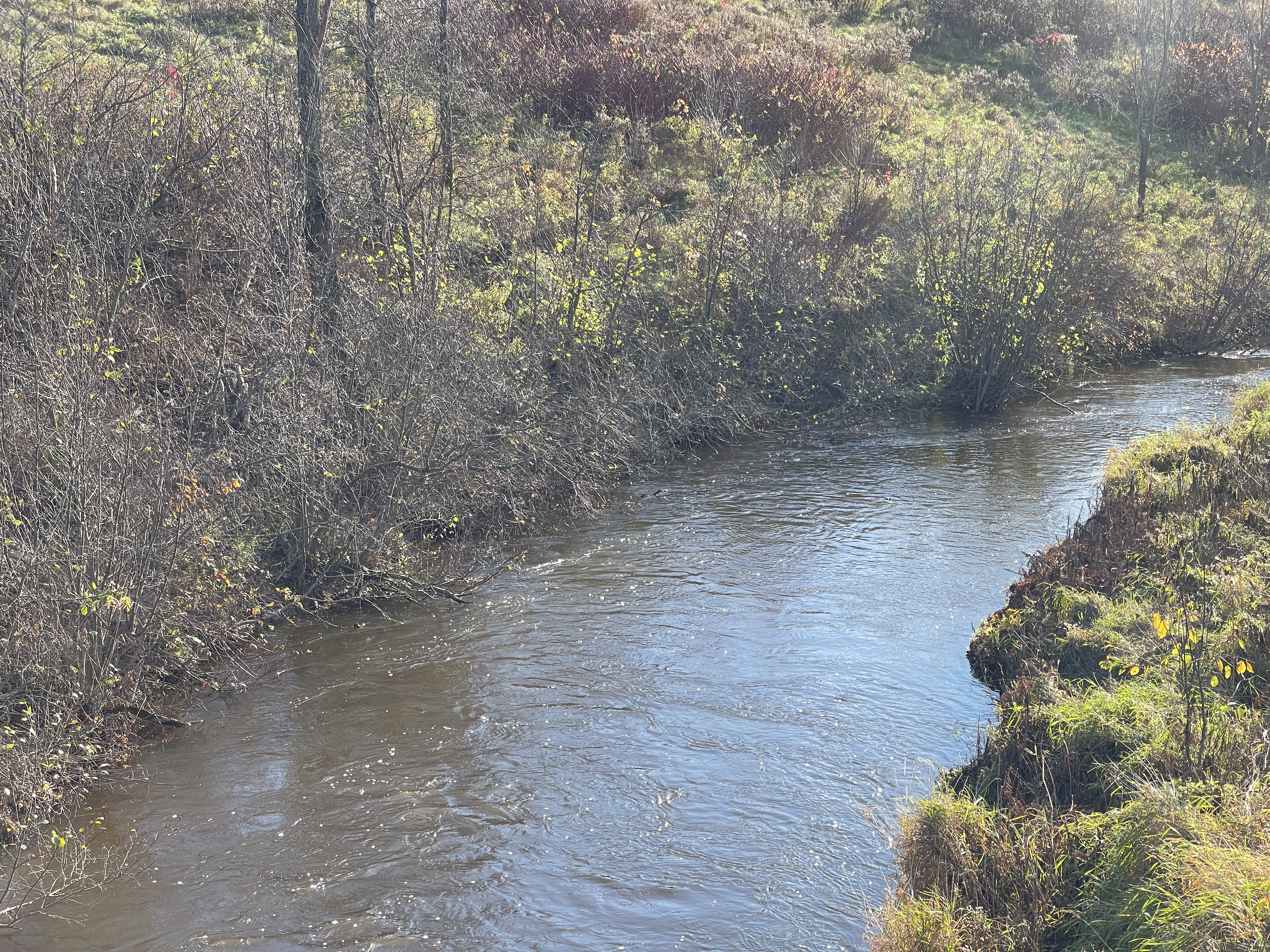
Du pont acier et bois P-19613, rang Saint-Joseph